# Furculanurida
Genre
Furculanurida est un genre de collemboles de la famille des Neanuridae.

## Liste des espèces
Selon Checklist of the Collembola of the World (version du 28 octobre 2019) :
- Furculanurida africana (Massoud, 1963)
- Furculanurida arawakensis Thibaud & Massoud, 1983
- Furculanurida arlei Thibaud & Massoud, 1980
- Furculanurida ashrafi (Yosii, 1966)
- Furculanurida belemensis Arlé & Rufino, 1976
- Furculanurida boiunae da Rocha Neves, de Mendonça & Queiroz, 2019
- Furculanurida duodecimoculata Thibaud & Massoud, 1980
- Furculanurida emucronata Zon, Tano & Deharveng, 2014
- Furculanurida furculata (Salmon, 1956)
- Furculanurida goeldiana Arlé & Rufino, 1976
- Furculanurida grandcolasorum Weiner & Najt, 1998
- Furculanurida guatemalensis Palacios-Vargas & Gao, 2009
- Furculanurida langdoni Bernard, 2007
- Furculanurida longisensillata Najt, Thibaud & Weiner, 1990
- Furculanurida nessimiani (Fernandes & de Mendonça, 2003)
- Furculanurida perplexa (Salmon, 1956)
- Furculanurida septemoculata Palacios-Vargas & Gao, 2009
- Furculanurida tropicalia Queiroz & Fernandes, 2011

## Publication originale
- Massoud, 1967 : Monographie des Neanuridae, collemboles poduromorphes à pièces buccales modifiées. Biologie de l’Amérique Australe, vol. 3, p. 7-399.